# 무주T1경기장
무주T1경기장(茂朱T1競技場, Muju T1 Arena)은 대한민국 전북특별자치도 무주군에 있는 스포츠 시설이다. 태권도원 내 설치된 태권도 전용 경기장으로, 2017년 세계 태권도 선수권 대회의 주 경기장으로 사용되었다.

## 참고 문헌
- “무주T1경기장”. 태권도진흥재단.

## 같이 보기
- 태권도원